# Ulrichs (Gemeinde Unserfrau-Altweitra)
Ulrichs ist eine Ortschaft und eine Katastralgemeinde der Gemeinde Unserfrau-Altweitra im Bezirk Gmünd in Niederösterreich mit 89 Einwohnern (Stand 1. Jänner 2025). Bis Ende 1970 war Ulrichs eine eigenständige Gemeinde.

## Geografie
Ulrichs ist der südöstlichste Ort der Gemeinde. Das Dorf ist nur über Altweitra erreichbar und besteht aus Gehöften beiderseits des Buschenbach. Am 1. April 2020 umfasste die Ortschaft, zu der auch die Lage Friedrichshof zählt, insgesamt 35 Adressen. Der Ortsname leitet sich von einem Personennamen „Uodalrich“ ab.

## Geschichte
Der Ort wurde gegen Ende des 12. Jahrhunderts gegründet. Im Jahr 1822 wurde der Ort als Dorf mit 24 Häusern genannt, das nach Unserfrau eingepfarrt war, wohin auch die Kinder eingeschult wurden. Die Herrschaft Weitra besaß die Ortsobrigkeit, übte die Landgerichtsbarkeit aus und besorgte die Konskription. Die Untertanen und Grundholde des Ortes gehörten den Herrschaften Weitra und Engelstein.
Laut Adressbuch von Österreich waren im Jahr 1938 in der Ortsgemeinde Ulrichs eine Trafik und einige Landwirte ansässig.
Im Rahmen der Niederösterreichischen Kommunalstrukturverbesserung trat die damalige Ortsgemeinde Ulrichs per 1. Jänner 1971 der Gemeinde Unserfrau-Altweitra bei.

## Siedlungsentwicklung
Zum Jahreswechsel 1979/1980 befanden sich in der Katastralgemeinde Ulrichs insgesamt 23 Bauflächen mit 15.685 m² und 23 Gärten auf 9.504 m² und zum Jahreswechsel 1989/1990 waren es ebenso 23 Bauflächen. 1999/2000 war die Zahl der Bauflächen auf 98 angewachsen und 2009/2010 waren es 44 Gebäude auf 88 Bauflächen.

## Landwirtschaft
Die Katastralgemeinde ist landwirtschaftlich geprägt. 214 Hektar wurden zum Jahreswechsel 1979/1980 landwirtschaftlich genutzt und 232 Hektar waren forstwirtschaftlich geführte Waldflächen. 1999/2000 wurde auf 201 Hektar Landwirtschaft betrieben und 244 Hektar waren als forstwirtschaftlich genutzte Flächen ausgewiesen. Ende 2018 waren 199 Hektar als landwirtschaftliche Flächen genutzt und Forstwirtschaft wurde auf 244 Hektar betrieben. Die durchschnittliche Bodenklimazahl von Ulrichs beträgt 24,3 (Stand 2010).